# Schlungenhof
Schlungenhof ist ein Gemeindeteil der Stadt Gunzenhausen im Landkreis Weißenburg-Gunzenhausen (Mittelfranken, Bayern). Die Gemarkung Schlungenhof hat eine Fläche von 2,878 km². Sie ist in 485 Flurstücke aufgeteilt, die eine durchschnittliche Flurstücksfläche von 5933,35 m² haben.

## Lage
Das Dorf befindet sich im Fränkischen Seenland, etwa einen Kilometer nördlich von Gunzenhausen und etwas östlich des Altmühlsees. Durch zwei Gewerbegebiete ist es baulich nur noch durch den Altmühlüberleiter und die Bahnstrecke Treuchtlingen–Würzburg von Gunzenhausen getrennt. Es wird vom Heidweihergraben durchflossen. Der Altort befindet sich westlich der Bundesstraße 13, der größte Teil des Ortes entstand ab der zweiten Hälfte des 20. Jahrhunderts.

## Geschichte
Im 14. Jahrhundert wurde Schlungenhof in den Ellwanger Lehenbüchern als „Slummenhof“, „Slumenhauen“ oder „Schlummenhofen“ erstmals urkundlich erwähnt. Wie viele andere Dörfer in der Gegend wurde auch Schlungenhof im Dreißigjährigen Krieg schwer in Mitleidenschaft gezogen; von den vierzehn damals der Familie von Lentersheim gehörenden Höfen waren zehn ruiniert.
Bis 1808 war das Dorf wieder auf 30 Gehöfte mit teils stattlichen Wirtschaftsflächen angewachsen und es gab eine Dorfschmiede und ein Wirtshaus. Eine Kapelle oder einen Friedhof gab es dort nicht und von der historischen Bausubstanz ist seit dem Bauboom der 1960er bis 1980er Jahre praktisch nichts mehr erhalten.
Im Zuge der Gemeindegebietsreform in Bayern wurde die vorher selbständige Gemeinde am 1. April 1971 in die Stadt Gunzenhausen eingegliedert.

## Wappen
Die ehemalige Gemeinde Schlungenhof führte kein eigenes Wappen. Wie die Gemeinde Nordstetten verwendete auch sie das „Kleine Bayerische Staatswappen“. Die Ortsgemeinschaft hat sich ein wappenähnliches Logo entwickelt.

## Verkehr und Infrastruktur
Die Kreisstraße WUG 22 und die Bundesstraße 13, die südlich in die Bundesstraße 466 einmündet, führen durch den Ort.
Im Süden  befindet sich das Gewerbegebiet Schlungenhof Süd-Ost mit einer Fläche von rund 6.000 m². Das größte Unternehmen dort ist ein Werk von Bosch Industriekessel, ehemals Loos International, das im Jahr 2005 erweitert wurde.
Seit dem Bau des Altmühlsees spielen, neben der Landwirtschaft, auch die Naherholung und der Fremdenverkehr eine bedeutende Rolle. 1987 wurde das Freizeitzentrum Schlungenhof mit Badestrand, Gaststätte und Segelhafen eingeweiht. Landwirtschaftliche Nutzflächen wurden zu einem Campingplatz umgewidmet.